# Salt Fork Township
Salt Fork Township est un ancien township, situé dans le comté de Saline, dans le Missouri, aux États-Unis,.
Le township est fondé en 1873 et baptisé en référence à un cours d'eau situé dans ses limites.

### Source de la traduction
- (en) Cet article est partiellement ou en totalité issu de l’article de Wikipédia en anglais intitulé « Salt Fork Township, Saline County, Missouri » (voir la liste des auteurs).